# Лабиринти на любовта
„Лабиринти на любовта“ е българо – руски игрален филм, от 2015 година. Режисьор на филма е Владимир Щерянов, а сценаристи са – Генадий Немих и Владимир Щерянов. Оператор Емил Топузов. Автори на музиката към филма са Христо Кирилов, Татяна Залужная–Любаша и Сергей Скрипников.

## Сюжет
Пет любовни двойки, изгубени в лабиринта на технологиите.
Свързват ни телефони, компютри, клетъчни мрежи, спътници... Средствата за бърза връзка са много, но не дават възможност за жив контакт. Пет новели проследяват пътя на чувствата в съвременния свят. Случайни срещи в автобуса, на ескалатора, няколко шамара на улицата, скандали и целувки са ефектните реалии на драмата, която всъщност протича на друго място. Въпросът е могат ли високотехнологичните средства за общуване да ни свържат с правилния човек?

## Състав

### Актьорски състав
| Роля                | Изпълнител          |
| ------------------- | ------------------- |
| Максим              | Сергей Бадюк        |
| Мария               | Яна Маринова        |
| Биляна              | Александра Маринова |
| Елза                | Ралица Паскалева    |
| Андрей              | Егор Тимцуник       |
| Пламен              | Антъни Пенев        |
| Анна                | Боряна Братоева     |
| Александър          | Григорий Калинин    |
| Луиза               | Мария Насърова      |
| Саша                | Александър Бобров   |
| Елена               | Олга Михайлова      |
| Стефан              | Робин Кафалиев      |
| Ирина               | Елена Суботина      |
| Кирил               | Андрей Суботин      |
| Марио               | Тони Минасян        |
| Катя                | Каролина Братанова  |
| Олга                | Веста Буркот        |
| Даша                | Дария Спирина       |
| музикант            | Христо Кирилов      |
| Антон Порязов       |                     |
| Борис Кашев         |                     |
| Сергей Кузнецов     |                     |
| Асен Кукушев        |                     |
| Яцек Янков          |                     |
| Димитър Георгиев    |                     |
| Тодор Попов         |                     |
| Десислава Попова    |                     |
| Александър Младенов |                     |
| Даниил Колбасеев    |                     |

## Награди
- Специална награда за филма за „интерактивна любов в свят без граници“ в Конкурсната програма „Копродукции“ на XXIII Фестивал на руското кино „Прозорец към Европа“ – Виборг, Русия (2015)

## Участие във фестивали
- XXIII Фестивал на руското кино „Прозорец към Европа“ – Виборг, Русия (2015)
- „Любовта е лудост“ (2016)
- XXXIV „Златна роза“ – Варна (2016)
- XX „София филм фест“ – София (2016)